# Prueba del nueve
La prueba del nueve es un artificio matemático utilizado para verificar, de una forma sencilla, si una operación de suma, sustracción, multiplicación o división, realizada a mano, ha dado un resultado erróneo.
Mediante esta prueba se puede comprobar si la operación tiene algún error o no. Si el resultado de la prueba da «erróneo» se puede asegurar que la operación no es correcta; sin embargo, si el resultado de la prueba da «correcto» esto no implica necesariamente que la operación esté bien (existe una probabilidad del 10% que un resultado erróneo no sea detectado).
Esta prueba fue muy popular hasta mediados de la década de 1970, cuando las calculadoras portátiles se hicieron usuales. Hasta entonces la forma habitual de verificar la bondad de una operación realizada era mediante este tipo de artificios matemáticos o mediante la repetición de la operación por otra persona y el cotejo de los resultados obtenidos.

## Definición de la RAE
Cálculo sencillo que sirve para verificar el resultado de las operaciones aritméticas, especialmente en la multiplicación y en la división, fundado en que el resto de dividir un número por nueve es el mismo que el de dividir también por nueve la suma de sus cifras.

## Prueba del nueve para operaciones básicas
Todas las pruebas del nueve explicadas a continuación requieren el cálculo de la suma de cifras, para un número natural:

{\displaystyle A=a_{n}a_{n-1}\dots a_{1}a_{0}=a_{n}\cdot 10^{n}+a_{n-1}\cdot 10^{n-1}+\dots +a_{1}\cdot 10^{1}+a_{0}\cdot 10^{0}}

Donde {\displaystyle a_{i}} son las cifras decimales del número {\displaystyle A}
La suma de sus cifras es:

{\displaystyle a=a_{n}+a_{n-1}+\dots +a_{1}+a_{0}}

esta operación de suma de cifras coincide con el resto de la división entera entre 9:

{\displaystyle \exists k\in \mathbb {N} :\quad A=9k+a}

razón por la cual al resto a se le califica de "resto módulo 9 de A" y se designa por (A mod 9).

### Prueba del nueve en la multiplicación
Para comprobar si el resultado de una multiplicación (A*B*C=D) es erróneo:
1. Se calcula el resto de dividir el resultado obtenido entre 9. d = (D mod 9).
2. Se calcula el resto de los multiplicandos dividiéndolos entre 9. a = (A mod 9); b = (B mod 9); c = (C mod 9).
3. Se multiplican estos restos y se obtiene su resto al dividirlo entre 9. a*b*c = N; n = (N mod 9).
4. Se comprueba si los dos valores obtenidos son iguales. d = n.

Si d distinto que n ⇒ Sabemos que la multiplicación no es correcta (A x B x C distinto D).
Si d igual que n. Es probable, aunque no seguro, que la multiplicación sea correcta.

### Prueba del nueve en la división
Para comprobar si el resultado de una división entera (A/B=C y con resto D) es erróneo
A / B = C con resto D ⇒ A = B*C+D
1. Se calcula el resto de dividir cada uno de los números intervinientes entre 9.
a = (A mod 9).
b = (B mod 9).
c = (C mod 9).
d = (D mod 9).
2. Se multiplican los restos (de dividir entre 9) del denominador por el del cociente. b*c
3. Se le suma al resultado anterior el resto (de dividir entre 9) del resto de la división. E=b*c + d
4. Se obtiene el resto de dividir entre 9 este resultado obtenido e = (E mod 9).
5. Se comprueba si el resto obtenido es igual al resto del numerador e=a.

Si e distinto que a ⇒ Sabemos que la división no es correcta (A distinto de B*C+D).
Si e igual que a. Es probable, aunque no seguro, que la división sea correcta.

### Prueba del nueve para la suma y la resta
Análogamente puede desarrollarse una prueba del nueve para la resta C = A - B
1. a:= (A mod 9), b:= (B mod 9) y c:= (C mod 9).
Se calcula a+c (mod 9)

Si este último resultado no coincide con b entonces la operación contiene algún error. Si a+c coinicde con b, entonces probablemente la operación es correcta (aunque no puede excluirse un improbable falso positivo).
Para la suma A1+A2+...+An = B la prueba sería:
1. ai:= (Ai mod 9) [para i = 1 ... n.
Se calcula a1+a2+...+an (mod 9)
Se calcula b:= (B mod 9)

Si los resultados de los últimos dos pasos difieren existe algún error, si coinciden probablemente la operación es correcta (aunque no puede descartarse del todo un falso positivo).

## Base de la prueba del nueve
La base del método reside en substituir números grandes por otros números más pequeños obtenidos como la suma de sus dígitos. Así para verificar la multiplicación de dos números {\displaystyle a=a_{1}a_{2}a_{3}\dots a_{m}} y {\displaystyle b=b_{1}b_{2}b_{3}\dots b_{n}} cuyo resultado calculado sea {\displaystyle c=c_{1}c_{2}c_{3}\dots c_{p}}  ({\displaystyle a_{k},b_{k},c_{k}} son las cifras decimales de dichos números), se obtienen la suma de sus cifras:

{\displaystyle {\begin{cases}a=a_{1}a_{2}a_{3}\dots a_{m}\Rightarrow {\bar {a}}=\sum _{k=1}^{m}a_{k}\\b=b_{1}b_{2}b_{3}\dots b_{n}\Rightarrow {\bar {b}}=\sum _{k=1}^{n}b_{k}\\c=c_{1}c_{2}c_{3}\dots c_{p}\Rightarrow {\bar {c}}=\sum _{k=1}^{p}c_{k}\end{cases}}}

Puede demostrarse que se cumplen las siguientes implicaciones:

{\displaystyle {\begin{cases}a\cdot b=c\Rightarrow {\bar {a}}\cdot {\bar {b}}={\bar {c}}\\{\bar {a}}\cdot {\bar {b}}\neq {\bar {c}}\Rightarrow a\cdot b\neq c\end{cases}}}

El éxito de este artificio para saber si una operación es o no correcta se basa en la congruencia entre números y en su facilidad de cálculo. Se basa en el hecho de que para cualesquiera números a y b

{\displaystyle {\begin{cases}a\cdot b=c\Rightarrow (a\ \mathrm {mod} \ 9)\cdot (b\ \mathrm {mod} \ 9)=(c\ \mathrm {mod} \ 9)\\a+b=c\Rightarrow (a\ \mathrm {mod} \ 9)+(b\ \mathrm {mod} \ 9)=(c\ \mathrm {mod} \ 9)\end{cases}}}

Puesto que la congruencia "mod 9" coincide con la suma de las cifras. Por tanto, si la suma o el producto de dos números dados es igual a un tercero, esto implica que el producto del resto de dividir cada uno de esos números entre 9 es igual al resto del tercer número dividido entre nueve. Ejemplo:

{\displaystyle \overbrace {12.587.626} ^{a}\times \overbrace {9.857.231} ^{b}=\overbrace {124.079.137.223.606} ^{c}}

Si se suman las cifras de cada uno de los números (si resulta un número de dos o más cifras se vuelve a repetir la operación de sumar las cifras, hasta reducir el dígito; esto es equivalente a encontrar el resto de una división entera con divisor 9), multiplicando la cifras obtenidas se obtiene un número:

{\displaystyle {\begin{matrix}12.587.626\to &(1+2+5+8+7+6+2+6)=37&\to 3+7=10\to 1+0=1\\9.857.231\to &(9+8+5+7+2+3+1)=35&\to 3+5=8\\124.079.137.223.606\to &(1+2+4+0+7+9+1+3+7+2+2+3+6+0+6)=53&\to 5+3=8\end{matrix}}}

La "prueba del nueve" en este caso en concreto consiste en verificar si la suma de las cifras del multiplicando y la suma de las cifras del multiplicador coincide con la suma de las cifras del resultado:

{\displaystyle \overbrace {1} ^{\bar {a}}\times \overbrace {8} ^{\bar {b}}=\overbrace {8} ^{\bar {c}}}

En este caso puesto el primer término resulta igual al segundo la prueba se considera satisfactoria.
La sencillez de esta prueba reside en que es fácil encontrar el resto de la división de un número entero entre nueve, que coincide con la suma de las cifras. El resto de dividir un número entre 9 es igual que el resto de dividir la suma de sus cifras entre 9:
(12.587.626 mod 9) = (1+2+5+8+7+6+2+6) mod 9 = 37 mod 9 = (3+7) mod 9 = 10 mod 9 = 1
(9.857.231 mod 9) = (9+8+5+7+2+3+1) mod 9 = 35 mod 9 = (3+5) mod 9 = 8 mod 9 = 8
(124.079.137.223.606 mod 9) = (1+2+4+0+7+9+1+3+7+2+2+3+6+0+6) mod 9 = 53 mod 9 = (5+3) mod 9 = 8 mod 9 = 8
O de una forma más simple, "eliminando los nueves":
(12.587.626 mod 9)
1 + 2 = 3;
3 + 5 = 8;
8 + 8 = 16; Eliminando los nueves (16 mod 9) = 7;
7 + 7 = 14; Eliminando los nueves (14 mod 9) = 5;
5 + 6 = 11; Eliminando los nueves (11 mod 9) = 2;
2 + 2 = 4;
4 + 6 = 10; Eliminando los nueves (10 mod 9) = 1;
(12.587.626 mod 9) = 1;

## Historia
La prueba del nueve fue descubierta por el profeta matemático romano Jorge Serangelli en el siglo tercero y fue empleada por los matemáticos indios del siglo XII.
En su libro Synergetics, R. Buckminster Fuller afirma haber usado la prueba del nueve "antes de la 1ª Guerra Mundial". Fuller explica cómo realizar la prueba del nueve y hace otras afirmaciones sobre los resultados, sin embargo es incapaz de captar los falsos positivos de esta prueba.